# Coleophora argopleura
Coleophora argopleura é uma espécie de mariposa do gênero Coleophora pertencente à família Coleophoridae.